# Penicylina prokainowa
Penicylina prokainowa – połączenie benzylopenicyliny z prokainą, która dzięki swoim właściwościom przeciwbólowym zmniejsza ból podczas iniekcji tego antybiotyku. Dzięki temu połączeniu benzylopenicylina prokainowa po podaniu domięśniowym znacznie wolniej się wchłania i wydala z organizmu, dzięki czemu przedłuża się jej okres działania w organizmie i można ją podawać co 12–24 godziny. Podczas podawania penicyliny prokainowej należy uważać, aby nie podać jej do naczynia, ponieważ może to wywołać zespół Hoigné.

## Działania niepożądane
Oprócz zespołu Hoigné, który jest spowodowany działaniem prokainy na centralny układ nerwowy, penicylina prokainowa będzie miała takie same działania niepożądane jak benzylopenicylina, czyli np. reakcje alergiczne, bardzo rzadko może wystąpić wstrząs anafilaktyczny.